# Cirrhinus rubirostris
Cirrhinus rubirostris är en fiskart som beskrevs av Roberts, 1997. Cirrhinus rubirostris ingår i släktet Cirrhinus och familjen karpfiskar. IUCN kategoriserar arten globalt som otillräckligt studerad. Inga underarter finns listade i Catalogue of Life.